# Joubert-Syndrom und verwandte Krankheiten
Joubert-Syndrom und verwandte Krankheiten (JSRD) ist eine Gruppe seltener angeborener Fehlbildungen des Gehirnes mit Entwicklungsverzögerung. Gemeinsam ist eine komplexe Fehlbildung des Mittel- und Endhirnes mit Hypoplasie/Dysplasie des Kleinhirnwurmes, verdickte Kleinhirnstiele und abnormal tiefe Fossa interpeduncularis, sogenanntes Backenzahnzeichen (Molar Tooth Sign, MTS).
Früher wurden einige dieser Krankheiten als selbständige Syndrome geführt, dann als JSRD zusammengefasst und neuerdings teilweise nicht mehr vom Joubert-Syndrom abgegrenzt.
- Dekaban-Arima-Syndrom, jetzt Joubert-Syndrom mit okulo-renalem Defekt[4][5]
- Senior-Løken-Syndrom
- COACH-Syndrom
- Oro-fazio-digitales Syndrom Typ 6 (Varadi-Papp-Syndrom)

## Verbreitung
Die Häufigkeit wird mit 1 zu 80.000 bis 1 zu 100.000 angegeben.

## Einteilung
Folgende vereinheitlichende Einteilung im Rahmen des Joubert-Syndromes wurde im Jahre 2010 durch den italienischen Arzt Francesco Brancati und Mitarbeiter vorgeschlagen:
- Joubert-Syndrom, klassisch (JS, JS Typ A)
- Joubert-Syndrom mit Augendefekt (JS Typ B)[7]
- Joubert-Syndrom mit Nierenstörung (JS-Ren)[8]
- Joubert-Syndrom mit okulo-renalem Defekt (JS-OR, JS-Typ B; CORS; Senior-Løken-Syndrom; Dekaban-Arima-Syndrom)[9]
- Joubert-Syndrom mit hepatischem Defekt (JS-H; COACH-Syndrom; Gentile-Syndrom)[10]
- Joubert-Syndrom mit oro-fazio-digitaler Beteiligung (JS-OFD; Varadi-Papp-Syndrom; Oro-fazio-digitales Syndrom Typ 6; Oro-fazio-digitales Syndrom Typ 4)
- Joubert-Syndrom mit akrokallosaler Beteiligung (JS-AC; Akrokallosales Syndrom)
- Joubert-Syndrom mit asphyxierender Thoraxdysplasie (JS-JATD; Asphyxierende Thoraxdysplasie; Saldino-Mainzer-Syndrom)[11]

## Ursache
Die Vererbung erfolgt meist autosomal-rezessiv, nur selten X-chromosomal-rezessiv. Bislang sind 12 verursachende Gene identifiziert worden, die alle für Proteine der primären Zilien oder des Zentrosoms kodieren. Diese Krankheitsgruppe kann daher zu den Ziliopathien gezählt werden.

## Klinische Erscheinungen
Klinische Kriterien sind:
- Manifestation im Neugeborenenalter
- Muskelhypotonie
- Ataxie
- Entwicklungsverzögerung, besonders Spracherwerb und Motorik
- abnormale Augenbewegung mit Okulomotorischer Apraxie und Nystagmus

Hinzu kommen Atemstörungen als Neugeborenes.

## Diagnose
Die Diagnose sollte vermutet werden, wenn Kinder Muskelhypotonie, auffallende Augenbewegungen und verzögerte Entwicklung aufweisen. Eine Magnetresonanztomographie des Gehirnes kann die Diagnose sichern.

## Differentialdiagnose
Abzugrenzen sind andere Ziliopathien, angeborene Fehlbildungen des Kleinhirns und Hirnstamms sowie das Lowe-Syndrom.

## Therapie
Eine ursächliche Behandlung ist nicht bekannt, die Betreuung sollte multidisziplinär an einem spezialisierten Zentrum erfolgen.

## Aussichten
Die Prognose wird anfangs durch die Atemprobleme bestimmt, hängt dann von der jeweiligen Organbeteiligung ab.